# ای‌بی اولسن
ای‌بی اولسن (انگلیسی: Ib Olsen; ۹ نوامبر ۱۹۲۹ – ۹ نوامبر ۲۰۰۹) ورزشکار اهل دانمارک بود.